# Personnages de Mentalist
 (août 2025).

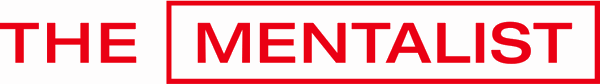
Logo original de Mentalist.

Les personnages de Mentalist, série télévisée américaine, sont constitués des membres du CBI accompagné par le personnage principal de l'intrigue, Patrick Jane, menant avec eux des enquêtes criminelles et recherchant notamment le tueur en série John le Rouge, responsable de l'assassinat de sa femme et de sa fille.

## Personnages principaux

### Patrick Jane
Patrick Jane est né le 16 septembre 1974. Jane se faisait passer autrefois pour un « medium » contre de l'argent. Un jour, interrogé sur John le Rouge, un tueur en série sanguinaire qui signe ses crimes d'un smiley ensanglanté, Jane le dépeint en lui prêtant de fausses caractéristiques et en se moquant de lui. Celui-ci, pour se venger des propos qu'il juge insultants et pour lui montrer le sérieux de ses actes, assassine la femme et la fille de Jane. En rentrant chez lui, Jane découvre la situation, mais aussi un mot du tueur épinglé sur la porte, le prévenant qu'il n'aurait pas dû se moquer de lui. Cet événement tragique, qui fait basculer sa vie, le décide à devenir consultant pour le CBI sous la responsabilité de Teresa Lisbon afin de se servir de ses dons pour aider la police et traquer les criminels dans des affaires de meurtres. Avant d'entrer dans l'équipe, Patrick est interné dans un hôpital psychiatrique où il est aidé par sa psychiatre, Sophie Miller. Doté de facultés d'observation et de déduction exceptionnelles, il utilise notamment des techniques de lecture froide, d'hypnose et de pickpocket afin d'élucider des meurtres. Au sein de l'équipe, Jane est très à l'aise et apporte une aide précieuse dans chaque affaire malgré ses excentricités. Cependant, derrière son  apparente assurance, il se sent responsable de la mort de sa famille et ne poursuit qu'un but : parvenir un jour à retrouver la trace de John le Rouge pour le tuer. Patrick a beaucoup de mal à reconnaître ses responsabilités lors de ses débordements.
Dans le dernier épisode de la deuxième saison, Patrick Jane rencontre John le Rouge physiquement, mais celui-ci a le visage caché par un masque.
Dans le dernier épisode de la troisième saison, Patrick tue un ami de John le Rouge mais fait croire durant la première moitié de la saison suivante qu'il a tué le véritable John le Rouge.
À la fin de la saison 4, il rencontre Loreleï Martins, une disciple de John le Rouge avec qui il aura une aventure (Jane affirmera que cette aventure était seulement pour la manipuler).
Dans le dernier épisode de la cinquième saison, Patrick Jane établit une liste de sept suspects dont l'un d'eux est John le Rouge.
Dans l'épisode 8 de la sixième saison, Patrick Jane parvient à se venger de la mort de sa femme et de sa fille en tuant John le Rouge ; il s'avère que le tueur en série n'était autre que le shérif Thomas McAllister. Il arrive à le piéger grâce à un pigeon et une arme qu'il avait cachée dans une chapelle. Deux ans après avoir tué John le Rouge, il s'enfuit en Amérique du Sud puis se retrouve emprisonné après avoir conclu un marché avec Dennis Abbott, le patron du FBI qui était à sa recherche pour le meurtre de John le Rouge. Il parvient à le manipuler grâce à cet accord et va retrouver une place de consultant mais pour le FBI, permettant aussi à Lisbon d'avoir un poste d'agent du FBI à Austin au Texas.
Dans l'épisode final de la sixième saison, Patrick décide d'avouer ses sentiments à Teresa Lisbon. Il lui annonce qu'il l'aime plus que tout et qu'il avait juste peur à cause de ce qui s'est passé avec sa femme. Lisbon est très émue mais lui dit que c'est trop tard (elle est alors en couple avec l'agent Pike). Cependant, Lisbon revient sur sa décision et décide de revoir Jane pour lui avouer ses sentiments. La scène finale de cet épisode est un baiser entre Jane et Lisbon.
Dès le début de la saison 7, Jane est en couple avec Lisbon après qu'il lui a dévoilé ses sentiments. 
Dans le dernier épisode de la série, Jane demande la main à Lisbon. Elle accepte immédiatement. Ils se marient à la fin de l'épisode et elle lui annonce qu'elle est enceinte.

### Teresa Lisbon
Chef de l'équipe du CBI, Lisbon a sous ses ordres trois agents : Kimball Cho, Wayne Rigsby et Grace Van Pelt. Elle a également le consultant Patrick Jane sous sa responsabilité. Jeune femme autoritaire, attachée aux règles et aux procédures, elle est parfois agacée par le comportement de Jane et ses méthodes peu conventionnelles. Cependant, elle constate que les analyses de celui-ci sont pertinentes et prend ainsi la décision de l'emmener le plus souvent avec elle sur le terrain. Régulièrement obligée de le couvrir auprès de ses supérieurs hiérarchiques, elle tente de limiter les débordements de Jane. Ils forment tous les deux un duo de charme, professionnel et efficace. La jeune femme cache en elle une blessure d'enfance liée au décès de sa mère, tuée par un chauffard ivre, un drame qui a fait sombrer son père dans l'alcoolisme. Elle-même a parfois tendance à se réfugier dans l'alcool quand elle est mal (d'où la bouteille de whisky dissimulée dans son bureau). Elle a eu la charge de ses trois frères et de son père après la mort de sa mère. Elle est la seule avec Jane à connaître les sept noms parmi lesquels se trouve l'identité de John le Rouge à la fin de la saison 5.
À la fin du premier épisode de la sixième saison, Teresa se fait piéger par John le Rouge. Au début de l'épisode suivant, elle parvient à sortir du piège de John le Rouge grâce à Patrick et aussi parce qu'elle en avait donné la localisation. Elle aide Patrick Jane dans sa quête à retrouver John le Rouge pour qu'il puisse se venger. Lors de la traque, le CBI ferme et elle perd temporairement son emploi. Deux ans après la mort de John le Rouge, elle obtient un poste de shérif. Elle retrouve Patrick Jane après des envois de lettres. Grâce à lui, Teresa retrouve un poste d'agent au FBI au sein du bureau d'Austin au Texas.
Dans l'épisode 16 de la sixième saison, elle rencontre Marcus Pike, un agent du FBI, avec qui elle sort pendant plusieurs mois. Lorsque leur relation devient plus sérieuse, ce dernier lui propose de venir avec lui à Washington. Elle hésite beaucoup mais accepte. Puis, il lui demande de l'épouser, ce qu'elle accepte aussi. 
Dans l'épisode 22 de la sixième saison, Lisbon a décidé de partir avec Pike. Jane lui avoue alors ses sentiments. Teresa décide finalement de ne pas partir et de le retrouver pour rester avec Patrick. Elle lui avoue alors ce qu'elle ressent et ils s'embrassent.
Dès le début de la saison 7, Lisbon est en couple avec Jane après que ce dernier lui ait dévoilé ses sentiments lors de la fin de la saison précédente. Dans le dernier épisode de la série, Jane demande la main à Lisbon, ce qu'elle accepte immédiatement. Ils se marient peu après. Dans la toute dernière scène, Lisbon lui avoue qu'elle est enceinte et qu'il va de nouveau être père.

### Wayne Rigsby
Derrière sa carrure imposante et son côté un peu fruste, Rigsby est une personne aimable et attachante. Avant de faire partie du CBI, il a travaillé deux ans pour la section des incendies criminels de la police de San Diego. Dès l'arrivée de la nouvelle recrue au sein de l'équipe, Grace Van Pelt, il est immédiatement séduit. Mais d'une nature timide, il n'ose pas lui avouer ses sentiments, se montrant souvent gêné et maladroit avec elle. Un malaise qui amuse beaucoup ses coéquipiers, tout particulièrement Jane et Cho. Il a un fils prénommé Ben qu'il a eu avec sa compagne de l'époque Sarah, avocate puis substitut du procureur. Il est séparé de la mère de Ben, Sarah, à la suite du maquillage de sa mort à la fin de la quatrième saison.
Il est très ami avec son coéquipier Kimball Cho, n'hésitant pas à se protéger mutuellement l'un et l'autre.
Rigsby est confronté à son père, Steve, dans l'épisode 21 de la saison 3. Il lui demande son aide dans une enquête. Le père de Rigsby s'avère être un homme vénal, malsain et avec lequel Rigsby a beaucoup de mal à communiquer. Rigsby brûle des paquets de cigarettes dont son père fait la contrebande.
Rigsby se bat avec son père. Il arrive à avoir le dessus sur lui. Steve Rigsby dit à son fils qu'il aurait dû garder son couteau sur lui.
L'épisode 4 de la saison 5 nous en apprend beaucoup sur Wayne. On voit pour la première fois son fils, Ben. Il s'en occupe seul, puisqu'il est séparé de Sarah depuis qu'il s'est fait passer pour mort afin d'attraper John Le Rouge.
Puis on découvre un peu plus la relation qu'il entretient avec son père, Steve Rigsby. Dans cet épisode, le père de Rigsby se retrouve directement mêlé à l'affaire du CBI. Il est retrouvé blessé, tout près de la scène de crime, victime de plusieurs blessures par balles. Malgré les conseils de Rigsby et du médecin, Steve Rigsby s'échappe de l'hôpital. Il a tout juste le temps de faire connaissance avec son petit-fils via quelques photos avant de mourir dans les bras de Rigsby, à cause d'une balle logée trop près de son cœur. Rigsby est très affecté par la mort de son père, même si leur relation était loin d'être amicale. Il est alors déterminé à venger son père. C'est ce qui l'amène à être accusé du meurtre de l'assassin de son père, qu'il a bien tué, mais de façon légitime, conclut le rapport de LaRoche. Rigsby est acquitté.
Dans l'épisode 3 de la sixième saison, il se marie avec Grace Van Pelt et ils ont, deux ans plus tard et après la fin de l'affaire John le Rouge, un enfant.
Dans l'épisode 15 de la sixième saison, sa femme Grace se fait enlever par Haibach qui est responsable des meurtres des anciens membres du CBI. Il la retrouve mais est blessé grièvement par Haibach qui lui a tiré dessus. Il sauve tout de même Grace et Jane en tuant Haibach d'un coup de fusil. À la suite de ces événements, lui et sa femme décident tous les deux de se retirer du service et de mener une vie civile.
Il revient en compagnie de sa femme Grace dans le dernier épisode de la série où ils sont invités pour assister au mariage de leurs amis Jane et Lisbon.

### Kimball Cho
Membre de l'équipe de Lisbon au CBI, il a autrefois fait partie d'un gang, « les Playboys d'Avonpark ». Il a lu les dossiers personnels de toute l'équipe avant d'y rentrer, ce qui est normalement formellement interdit. Rigsby et lui sont très amis.
Cho est l'inspecteur le plus discret de l'équipe. Mais derrière son calme apparent, il sait se montrer acerbe et caustique. Fin stratège et pédagogue, c'est souvent à lui que revient la lourde tâche de mener les interrogatoires. Il est également celui qui a le plus de recul sur le comportement de Jane et qui semble être le plus amusé par sa personnalité étonnante.
Dans l'épisode 9 de la saison 7, il apprend de la bouche d'Abbott qu'il a été nommé pour devenir le prochain directeur du FBI après que ce dernier ait décidé de partir à Washington pour rejoindre sa femme. Il prend ses fonctions dans l'épisode 12, mais sera très touché par la mort de sa collègue et amie Michelle Vega. 
Dans le dernier épisode de la série, il assiste au mariage de Jane et Lisbon.

### Grace Van Pelt
Nouvelle recrue de l'équipe de Lisbon spécialisée en informatique, Grace est souvent « coincée » au bureau, mais elle rêve d'accompagner plus souvent ses collègues sur le terrain. Elle est également peu expérimentée pour mener les interrogatoires des suspects et sait qu'elle doit encore faire ses preuves. Au cours des enquêtes, elle prend conscience de ce qu'elle ressent pour Rigsby mais fait celle qui ne s'en rend pas compte, ne souhaitant pas être entraînée dans une histoire sentimentale avec un collègue de bureau (cela est normalement interdit par les clauses de leur travail). Elle finit par avouer ses sentiments pour Rigbsy juste après que celui-ci lui ait avoué les siens. Ils deviennent un couple au début de la deuxième saison bien qu'ils soient collègues. Cependant, cette proximité professionnelle va aussi les contraindre à devoir se séparer, à la demande de Hightower qui ne tolère pas des équipiers en couple dans un même service du CBI.
C'est une jeune femme croyante et sensible au domaine du paranormal, elle s'accroche parfois avec Jane, qu'elle trouve trop rationnel et cynique.
Dans l'épisode 3 de la sixième saison, elle se marie avec Wayne Rigsby et ils ont deux ans plus tard, après la fin de l'affaire John le Rouge, un enfant.
Dans l'épisode 15 de la sixième saison, elle se fait enlever par Haibach qui était l'auteur des meurtres des anciens membres du CBI puis, à la fin de l'épisode, est libérée. À la suite de ces événements, elle et son mari Rigsby décident tous les deux de se retirer et de mener une vie civile.
Elle revient en compagnie de son mari Wayne dans le dernier épisode de la série où ils sont invités pour assister au mariage de leurs amis Jane et Lisbon.

### Dennis Abbott
Agent spécial superviseur du FBI dans l'agence basée à Austin, au Texas, il apparaît pour la première fois dans l'épisode 7 de la sixième saison. Ayant un mandat fédéral, il fait irruption dans les bureaux du CBI dans l'intention de fermer les bureaux à la suite de la découverte de l'association Blake dont plusieurs agents du CBI font partie mais aussi du fait que Bertram, directeur du CBI, est soupçonné d'être à la tête d'une vaste organisation criminelle, voire d'être le tueur en série John le Rouge.
Abbott reprend ensuite l'affaire John le Rouge mais celui-ci lui échappera vivant puisque Jane le tue avant. Il retrouvera Jane deux ans plus tard pour lui proposer de travailler pour le FBI en tant que consultant.
C'est un homme décrit comme très calme face à une crise. C'est un vétéran de la guerre en Irak, il est d'origine afro-américaine. Il est marié, aime les robots et est un fan de boxe.
Au fil de la saison, il parvient à entretenir de bons rapports avec Jane, lui fait davantage confiance et le laisse agir, et fait même des plans avec ce dernier. Malgré tout, il a toujours une méfiance envers lui lorsque ce dernier agit derrière son dos.
Dans le quatrième épisode de la saison 7, le passé de Abbott refait surface lorsqu'il est interrogé sur la nomination de sa femme au poste de secrétaire d'État au commerce, sur la mission « Rio Bravo » lorsqu'il était encore en poste à ce moment-là environ dix ans plus tôt, où la mission s'est mal terminée.
Plus tard, dans l'épisode 6 de la saison 7, son passé refait de nouveau surface lorsque son ancien patron, Bill Peterson, maintenant à la DEA, lui fait du chantage en le menaçant de tout révéler sur ce qui s'est passé à Rio Bravo s'il ne fait pas ce qu'il lui dit, ce qui risquerait non seulement de mettre un terme à sa carrière, mais aussi à celle de sa femme, qui a tout juste commencé son nouveau travail à Washington DC. 
Lorsqu'il se confie à Jane, il explique ce qui s'est passé à Rio Bravo. C'est là-bas qu'il a travaillé avec Peterson, une dizaine d'années plus tôt. Il raconte qu'il a été témoin de choses affreuses, commises par des cartels. Habillés comme des militaires, ils arrêtaient des bus, faisaient descendre tous les passagers et les exécutaient. Parmi les victimes, des hommes, des femmes, des enfants. Un jour, Abbott en a repéré un, un des chefs du cartel des zetas. Il pensait qu'il allait faire la même chose. Il est alors allé l'abattre. Sauf que le lendemain, il ne s'est rien passé. Le meurtre a fait la une de la presse. Peterson s'est douté que c'était Abbott mais il a couvert ses arrières. Abbott raconte qu'il a quitté Rio Bravo dès le lendemain.
Dans l'épisode 9 de la saison 7, Abbott doit de nouveau faire face à Peterson, son ancien patron lorsqu'il était à Rio Bravo, à la frontière mexicaine. Tandis que Peterson met tout en œuvre pour ruiner sa carrière et celle de sa femme en recherchant la balle tirée par Abbott sur le gars du cartel des zetas, il reçoit l'aide de Jane et de toute l'équipe. Grâce au plan de Jane, Peterson, qui subtilisait de la drogue qu'ils trouvaient chez des trafiquants, et la revendait pour se faire de l'argent, se fait arrêter et il ne peut plus donc témoigner défavorablement pour Abbott et sa femme.
À la fin de l'épisode, Abbott annonce à l'équipe qu'il va être muté à Washington prochainement pour rejoindre sa femme, désormais sous-secrétaire d'État du Ministère du Commerce, et que ce sera donc Cho qui prendra son poste. Au cours de cet épisode, sa femme confie aussi à Jane qu'il le considère comme un ami et qu'il lui confierait sa vie.
On apprend que cela fait dix-sept ans qu'il est marié avec Lena, et qu'ils se sont rencontrés pendant leurs études. Il a cinq frères et sœurs et est l'aîné.

### Kim Fisher
Agent spécial du FBI, elle fait partie de l'équipe d'Abbott. Elle apparaît pour la première fois dans l'épisode 9 de la sixième saison. Elle a pour mission, sous couverture, de retrouver Jane et de tout faire pour qu'il rentre aux États-Unis et ainsi qu'il soit jugé pour le meurtre de Thomas McAllister.
Dans l'épisode 10, lorsque Jane découvre le piège, il se venge mais elle parvient à être son amie et entretenir une relation amicale. Dans l'épisode 11, elle révèle qu'elle a déjà consulté un psychologue.
Elle est décrite comme étant une femme intelligente et attrayante. Avant d'être au FBI, elle travaillait à la section des homicides à Dallas. Petite, elle rêvait d'avoir une baguette magique, ce que Jane lui offre plus tard dans l'épisode 13.
Au fil de la saison, elle parvient à entretenir de très bons rapports avec Jane et Lisbon, en particulier avec cette dernière. Elle se laisse égarer par quelques écarts de conduite de la part de Jane, malgré le fait qu'elle ne lui fasse pas entièrement confiance.
Dans le premier épisode de la saison 7, on apprend que Fisher a décidé de partir et de se faire muter à Seattle, pour prendre soin de sa mère qui a été victime d'une attaque cardiaque. Avant de partir, elle laisse un message adressé à Lisbon dans lequel elle lui souhaite notamment bonne chance avec Jane.

### Jason Wylie
Agent du FBI, il fait partie de l'équipe d'Abbott. Il apparaît pour la première fois dans l'épisode 10 de la sixième saison lorsqu'il parvient à localiser Jane à New York. Il est spécialisé dans l'informatique. Il sympathise rapidement avec Cho.
Assez souvent, il participe aux plans de Jane, comme lors de l'épisode 21 de la sixième saison où il aide ce dernier ainsi que Lisbon à coincer le coupable d'un trafiquant d'organes. Il se fait passer pour un des complices de l'homme dans un plan de Jane où lui et Lisbon font croire qu'ils lui enlèvent ses organes.
Dans l'épisode 13 de la sixième saison, Jane lui offre un tamagotchi, ce dont il était fan étant enfant.
Au fil de la saison 6, et encore plus lors de la saison suivante, il deviendra proche de Jane et de Cho.
Dans la saison 7, une nouvelle agente du FBI, Michelle Vega, fait son apparition à la suite du départ de Fisher. Dès le début, ils formeront un duo efficace. Il se rapproche énormément de Vega, jusqu'à l'inviter dans un restaurant. Mais il n'a pas le temps d'y aller car elle est tuée quelques heures plus tard. Il est très affecté par sa mort.
Pour cette raison, il décide de devenir agent de terrain et demande sa mutation à Salt Lake City. Mais à la suite d'une discussion avec Cho, Wylie accepte finalement de rester dans son équipe.

### Michelle Vega
Agent spécial du FBI, elle fait partie de l'équipe d'Abbott. Elle apparaît pour la première fois dans l'épisode 1 de la septième saison. Son père était dans l'armée pendant 37 ans, avant qu'il ne meure d'un cancer du foie. La façon de travailler de Jane lui pose quelques problèmes d'éthique et de morale. Vega a également du mal à se faire accepter par son coéquipier, l'agent Cho.
On apprend par ailleurs qu'elle sait très bien parler espagnol et qu'elle est une adepte des jeux vidéo. On apprend que Vega n'avait plus aucun de ses parents, et que son parent le plus proche était sa tante, qui vit à Tampa, en Floride.
Elle est très proche de Wylie mais meurt durant une fusillade lors de l'épisode 10 de cette dernière saison. Pendant l'enquête, alors qu'elle recherche des suspects avec Cho, elle se fait en effet tirer dessus par l'un des coupables pendant que Cho s'occupait des deux complices qui prenaient la fuite.
À l'hôpital, l'équipe apprend qu'elle a succombé à sa blessure à l'abdomen. Ces derniers mots sont adressés à Cho, qui la soutient en attendant les secours.

## Personnages récurrents

### Virgil Minelli
Ancien agent, c'est le directeur de l'équipe de Lisbon jusqu'à l'épisode Le Bras droit de John le Rouge de la deuxième saison. Il était un bon ami de Teresa Lisbon. Il a arrêté son travail après le meurtre de Sam Bosco et son équipe par Rebecca et a été remplacé par Madeleine Hightower.
Il apparaît dans un épisode de la troisième saison où il rencontre Patrick Jane et accepte de l'aider dans son enquête pour arrêter John le Rouge.
Il réapparait dans l'épisode 5 de la cinquième saison.

### Kristina Frye
C'est une médium qui a travaillé avec le CBI sur certaines affaires. Sa première rencontre avec Jane se passe mal. Jane croit qu'elle trompe les gens car il ne croit pas aux pouvoirs des médiums. À la fin de l'épisode, Frye lui parle des derniers moments de sa fille et sa femme, ce qui le pousse à en savoir davantage et il apprend ultérieurement à connaître Kristina. Une relation spéciale entre elle et Jane commence alors à se développer.
Lors de la deuxième saison, elle est sous protection du CBI après avoir essayé d'attraper John le Rouge.
Dans la troisième saison, elle est retrouvée vivante après sa disparition, mais elle n'est plus qu'un corps devenue catatonique et se croyant morte. C'est très probablement John le Rouge qui est le responsable, en ayant détruit le cerveau de Kristina d'une manière non révélée.

### Gale Bertram
C'est le directeur du CBI (California Bureau of Investigation), apparu pour la première fois dans le premier épisode de la troisième saison. Bertram n'est intéressé que par la politique et son image dans les médias. Dans le dernier épisode de la troisième saison, il est l'un des suspects du meurtre de Todd Johnson et durant une période tout laissait croire qu'il était le tueur avant qu'il ne soit révélé qu'il s'agissait de l'agent du FBI Craig O'Laughlin.
Dans la quatrième saison, il suspend l'équipe de Lisbon et veut même se débarrasser de Patrick Jane. Il revient dans la cinquième saison, notamment pour tenter de calmer les tensions entre le FBI et le CBI après le décès de Luther Wainwright. Il est sur la liste des sept derniers suspects pouvant être John le Rouge.
Dans l'épisode 6 de la sixième saison, Gale Bertram fait partie des trois derniers suspects pouvant être John le Rouge car il porte le fameux tatouage.
Dans l'épisode 7 de cette même saison, il fait partie de l'Association Blake, l'organisation criminelle qui règne depuis des années sur le système judiciaire.
Dans l'épisode 8 de cette dernière saison, il explique à Jane qu'il fait partie de l'organisation et qu'il n'est pas John le Rouge n'étant qu'un assassin pour l'Association Blake. Il se fait tuer par son complice, Oscar Cordero, ordre donné par John le Rouge.

### Madeleine Hightower
Elle remplace Virgil Minelli comme directrice de l'équipe de Lisbon. C'est la seule à avoir un pouvoir sur Jane et elle le considère comme un bon membre pour le CBI. Elle semble comprendre le désir de Jane à poursuivre John le Rouge. Elle a deux enfants et est sur le point de divorcer.
Dans la troisième saison, elle est parmi les cinq suspects du meurtre de Todd Johnson. Jane découvre que Hightower a été piégée par l'un des complices de John le Rouge et l'aide à s'enfuir. Il réussit ensuite à découvrir l'identité réelle de la « taupe ».
Elle revient dans l'épisode 4 de la sixième saison, lorsque Jane lui demande de l'aide. Elle lui fournit des informations sur le FBI et Bob Kirkland. Elle le sauve ensuite de ce dernier avant qu'il ne soit torturé.

### J. J. LaRoche
C'est le chef des affaires internes du CBI. Il apparait pour la première fois dans l'épisode Noël au balcon. Il enquêtait sur le meurtre de Todd Johnson, un complice de John le Rouge. L'ensemble de l'équipe de Lisbon ne semble pas l'apprécier après qu'il les a interrogés. Il considère Jane comme le suspect principal de ce meurtre mais ses preuves l'amènent à penser peu à peu que la tueuse est Hightower. Après que celle-ci ait pris la fuite, il est devenu le superviseur de Lisbon. Dans un épisode, il la remplace par Cho comme chef de l'équipe pour montrer qu'il ne tolère aucun manque de respect. Dans l'épisode final de la troisième saison, Jane le menace de révéler son secret s'il ne lui donne pas la liste des suspects pour le meurtre de Todd Johnson. Jane admet par la suite qu'il n'avait aucune idée de ce que pouvait être ce secret.
Il revient dans l'épisode 2 de la quatrième saison pour porter assistance à Jane et Lisbon.
Lors de la cinquième saison, il participe à un plan de Jane et dans l'épisode 21, il demande de l'aide à Jane pour retrouver (croyant que Jane est au courant de son contenu) la boîte que ce dernier avait essayé de lui voler dans la troisième saison. Une fois récupérée, Jane ne regarde pas dedans mais Lisbon en apprend son contenu plus tard, ce qui la choque énormément.
Dans l'épisode 13 de la sixième saison, il réapparaît pour aider Van Pelt et Rigsby grâce à une faveur qu'il devait à Jane, à la suite du meurtre d'Ardiles et de la surveillance des anciens membres du CBI. Après avoir découvert une piste dans un entrepôt sur la personne qui leur en veut, il rentre et se fait tirer dessus par un fusil relié à un mécanisme que le tueur avait placé là. À la fin de l'épisode, LaRoche décède de ses blessures à la suite du mécanisme réalisé par Richard Haibach.

### Osvaldo Ardiles
C'est un avocat représentant le CBI qui s'avère ensuite être un ennemi pour l'équipe quand il essaie de faire condamner un homme innocent dans le but d'avoir des informations sur une bande de la mafia. Cho réalise que le plan d'Ardiles échouera ce qui prouve l'innocence de cet homme et le met en colère. Il figure parmi les cinq suspects du meurtre de Todd Johnson.
Dans le premier épisode de la quatrième saison, Ardiles essaie de faire condamner Jane pour le meurtre de Timothy Carter, mais à la fin de l'épisode Jane est reconnu non coupable. Il est aussi apparu dans l'épisode 14 de cette même saison puis dans l'épisode 12 de la cinquième saison.
Il réapparait dans l'épisode 12 de la sixième saison pour demander de l'aide à Lisbon, Van Pelt et Rigsby pour retrouver la personne qui l'espionne depuis des mois. Il se fait tuer à la fin de l'épisode par plusieurs coups de couteau par Richard Haibach, qui désire prendre sa revanche sur les anciens membres du CBI.

### Sam Bosco
Un agent du CBI et chef d'une autre équipe. Il était amoureux de Lisbon, et bien que marié, il éprouve de l'amour pour elle jusqu'à sa mort. Il s'occupait de l'affaire de John le Rouge quand Virgil Minelli l'a enlevé de l'équipe de Lisbon. Il déteste Jane, et pour cause ! Ce dernier l'espionne pour avoir des informations sur l'affaire John le Rouge. Mais il est aussi jaloux de Patrick à cause de la relation spéciale qu'il entretient avec Lisbon, et va jusqu'à l'envoyer en prison ! Pour l'en sortir, Lisbon fait pression sur Bosco en le menaçant de révéler le meurtre (aucun autre mot pour décrire son action) qu'il avait commis dans le passé et qui ruinerait leurs carrières à tous deux. Dans l'épisode Le Bras droit de John le Rouge de la deuxième saison, Bosco ainsi que le reste de son équipe sont tués par Rebecca, leur secrétaire, complice de John le Rouge. Rebecca confirme ensuite que John le Rouge lui a ordonné de les tuer pour que Jane reprenne l'affaire.

### Craig O'Laughlin
C'est un agent spécial du FBI qui rejoint l'équipe de Lisbon en enquêtant sur Visualize. Il devient ensuite le petit ami de Van Pelt. Dans l'épisode Sang pour sang, il la demande en mariage, ce qu'elle accepte. Dans le dernier épisode de la troisième saison, il s'avère être un complice de John le Rouge et l'auteur du meurtre de Todd Johnson. Il accompagne Van Pelt à la maison où se cache Hightower, tue les deux policiers qui sont à l'entrée, tire sur Lisbon et avoue à Van Pelt qu'il est complice de John le Rouge. Il est finalement abattu par Hightower et Van Pelt, et revient brièvement sous forme d'hallucination dans la quatrième saison, le temps d'un épisode.

### Bret Stiles
Gourou d'une secte appelée « Visualize », il est aussi mentaliste et détient des informations très importantes, tant sur Patrick Jane que sur John le Rouge. Il apparaît dans l'épisode 20 de la deuxième saison, puis réapparaît dans les quatre saisons suivantes. Dans l'épisode 8 de la cinquième saison, il aide notamment Patrick Jane à faire évader de prison Lorelei Martins. Il fait partie de la liste des sept derniers suspects pouvant être John le Rouge.
Dans l'épisode 6 de la sixième saison, Jane apprend qu'il est mourant. Stiles meurt tué par John le Rouge dans l'explosion de la maison de Jane.

### Luther Wainwright
Lors de la quatrième saison, il est devenu le nouveau superviseur de Lisbon depuis le départ de J.J. LaRoche. Rigsby le trouve trop jeune. Dans l'épisode 23 de la quatrième saison, il renvoie Jane du CBI après que celui-ci l'ait insulté lors d'une enquête.
Il est tué par l'agent Darcy dans une limousine où était censé se trouver John le Rouge.

### Susan Darcy
Agent spécial du FBI, elle est amenée à enquêter avec Patrick Jane et l'équipe de Teresa Lisbon. Elle tue Wainwright pendant une intervention, dans une limousine où était censé se trouver John le Rouge.
À la fin de la quatrième saison, elle est persuadée que Patrick Jane est un complice de John le Rouge vu qu'il a dissimulé à tout le monde (sauf à Lisbon)  qu'il était toujours en vie.
Dans la cinquième saison, il est expliqué qu'elle est devenue dépressive à la suite de son erreur et a été démise de ses fonctions.

### Summer Edgecombe
Une prostituée interrogée par Cho dans une affaire et l'engage après en tant qu'informatrice. Elle essaie toujours de le séduire, mais il l'ignore à chaque fois. Dans l'épisode At First Blush, il lui enlève son travail parce qu'elle s'est mise dans une situation dangereuse, et à la fin de l'épisode il lui avoue ses sentiments pour elle. Elle réapparaît dans l'épisode 10 de la cinquième saison. Elle est enceinte de 8 mois et est sur le point de se marier avec Marshall, un agent immobilier. À la fin de l'épisode, elle part en lune de miel.

### Lorelei Martins
Lorelei est une complice de John le Rouge qui séduit et devient la maîtresse de Patrick Jane lorsque celui-ci simule sa déchéance pour se rapprocher de John le Rouge. À la fin de la quatrième saison, elle fait croire à Patrick Jane que John le Rouge se trouve dans une voiture, et Jane monte donc dans cette voiture après s'être fait tabasser par le garde du corps de Lorelei. John le Rouge demande à Patrick, par radio, s'il veut faire partie de ses disciples. Jane ayant refusé, John le Rouge demande à Lorelei de couper deux doigts à Jane. Lorelei décide de trancher le doigt où était placée la bague de marié de Jane, sûrement pour lui demander de se marier avec elle. Mais elle est stoppée par le FBI juste avant de le trancher. Elle est arrêtée par le CBI. 
Le FBI la fait transférer à la prison de Sacramento de laquelle elle disparaît pendant 19 jours. Elle a été déplacée par son ami John le Rouge dans la prison fédérale pour femmes de Chowchilla. Patrick organise son évasion, et fait croire aux autorités et à Lisbon que Lorelei l'a enlevé. Elle avait une sœur, Miranda, de 3 ans sa cadette, qui a été enlevée et violée avant d'être tuée 5 ans auparavant. Sa mère Dana a eu des problèmes de drogue étant jeune, ce pourquoi elle a vendu sa fille Miranda à une famille aisée, 30 ans plus tôt. Dans le seizième épisode de la cinquième saison, elle a la confirmation, par un complice de John le Rouge, que le tueur en série a bien tué Miranda. Malheureusement, Lorelei est rattrapée par John le Rouge et est assassinée. Jane découvre son corps dans une fête foraine, avec au-dessus, un smiley souriant.

### Robert «Bob» Kirkland
Il apparait pour la première fois dans le cinquième épisode de la cinquième saison, il se trouve dans une limousine avec la directrice régionale du FBI, Alexa Schultz. Il obtient d'elle des informations sur l'affaire John le Rouge, à l'époque où Jane vient tout juste d'être engagé comme consultant sous les ordres de Virgil Minelli.
Il se présente comme étant un agent de la sécurité intérieure. Lorsqu'il rencontre Patrick Jane, il lui dit que même s'il ne le connaît pas, il connaît Jane et semble développer une amitié avec Lisbon dans les épisodes 7 et 8 de la même saison. Il revient dans l'épisode 16 pour assister, puis remplacer le CBI dans la traque de Lorelei Martins et apparaît dans la scène de crime de celle-ci. Il va également relayer le CBI en prenant Jason Lennon sous sa garde. Il tue Lennon dans l'épisode 18, quand celui-ci se réveille de son coma. Il ordonne à deux agents de la sécurité intérieure de photographier le tableau de suspects de Jane comme pouvant être John le Rouge dans l'épisode 19, après avoir tenté de soutirer des informations à Lisbon et examine attentivement les photos dans son appartement. Il est sur la liste des sept derniers suspects pouvant être John le Rouge. Il revient dans l'épisode 4 de la sixième saison et meurt abattu par l'agent du FBI Reede Smith.

### Reede Smith
Agent du FBI, il apparaît pour la première fois dans le premier épisode de la cinquième saison. Il se confronte avec l'équipe du CBI à la suite des événements de la mort de Wainwright pour reprendre l'enquête sur John le Rouge et récupérer Lorelei Martins. Il agit sous les ordres de la directrice régionale, l'agent Schultz. C'est un très bon tireur.
Il fait partie de la liste des sept derniers suspects de Jane pouvant être John le Rouge. Il réapparaît dans l'épisode 2 de la sixième saison lorsqu'il demande à Jane quelle erreur John le Rouge a-t-il commise puis dans l'épisode 4 lorsqu'il tue Bob Kirkland et qu'il révèle qu'il fait partie d'une puissante organisation criminelle au sein des forces de l'ordre. Il revient dans l'épisode 6 lorsqu'il est convoqué avec les quatre autres suspects à la maison de Jane sur l'identité de John le Rouge. Il a un tatouage sur son épaule gauche et est membre de l'association Blake. Plus tard, après avoir survécu à la bombe dans la maison de Jane, il demande de l'aide au CBI. Il se rend puis avoue faire partie de l'association Blake et qu'il a aidé John le Rouge à faire entrer un complice au CBI pour tuer Rebecca Anderson.

## Personnages secondaires

### Brenda Shettrick
C'est la responsable des médias. Son travail consiste à leur donner des informations sur l'avancement des enquêtes. Elle a des bonnes relations avec l'équipe de Lisbon et aussi avec les autres agents. Dans le dernier épisode de la troisième saison, elle s'avère être sur la liste des cinq suspects de meurtre de Todd Johnson.
Lors de l'épisode 21 de la cinquième saison, elle est démasquée comme étant la taupe au sein du CBI, c'est elle qui informait un cartel de drogue avant qu'il soit arrêté, qui informait Tommy Volker et qui faisait chanter LaRoche pour sa boîte hermétique.

### Timothy Carter
C'est l'un des complices de John le Rouge. Avec l'aide de sa femme, il enlève une fille appelée Debbie Lubin et la garde enfermée dans le sous-sol de sa maison. Dans le dernier épisode de la troisième saison, Timothy Carter est tué par Jane, qui croit que Carter est John le Rouge.

### Brett Partridge
Il s'agit d'un expert légiste consultant sur les scènes de crimes. Il semble mépriser Jane se moquant de ses techniques de mentalisme. Il est aussi présent dans deux scènes de crimes impliquant John le Rouge. Il apparaît dans l'épisode pilote, puis dans le dernier épisode de la deuxième saison. Jane le qualifie de monstre en remarquant sa fascination morbide envers son travail de légiste, il est fasciné par les assassinats commis par John le Rouge.
Il est présent dans le quinzième épisode de la cinquième saison et réapparaît dans le dernier épisode de cette même saison. Jane le mentionne dans la liste des sept derniers suspects pouvant être John le Rouge.
Dans le premier épisode de la sixième saison, Partridge est tué par John le Rouge dans le but d'attirer Lisbon et de l'enlever. Juste avant de mourir, il récite les deux premiers mots du poème de William Blake que John le Rouge avait récité en face à face à Jane dans le final de la deuxième saison : Tigre, Tigre…

### Raymond «Ray» Haffner
C'est un ancien agent du FBI, puis du CBI où il a fait équipe avec Patrick Jane avant qu'il ne retourne travailler pour la secte Visualize de Bret Stiles.
Il est sur la liste des 7 suspects de Patrick Jane pouvant être John Le Rouge. Il est innocenté dans l'épisode 6 de la sixième saison lorsque Patrick voit qu'il n'a pas le tatouage sur l'épaule, il meurt lorsque John Le Rouge fait exploser la maison de Patrick.

### Rick Tork
C'est un agent du FBI qui a travaillé au bureau de Santa-Fé pendant un an avant de faire équipe avec l'équipe de Dennis Abbott sur l'affaire Lazare où il a été introduit dans l'équipe en remplaçant Vega. C'est lui notamment qui est à l'origine de l'arrestation du tueur en série Lazare avec Patrick Jane.
Avant cela, il a été un agent du CBI où il a fait partie de l'équipe de Ray Haffner. Il a collaboré dans un court laps de temps avec Patrick Jane dans la saison 4.

### Walter Mashburn
Riche homme d'affaires, il est fasciné par les capacités de Patrick Jane. Il s'intéresse à Lisbon. Il joue un rôle ambigu, voire provoquant, entre méchant et gentil excentrique. Il apparait dans l'épisode 13 de la deuxième saison et l'épisode 7 de la troisième saison.

## Les criminels

### Shérif Thomas McAllisteralias«John le Rouge»

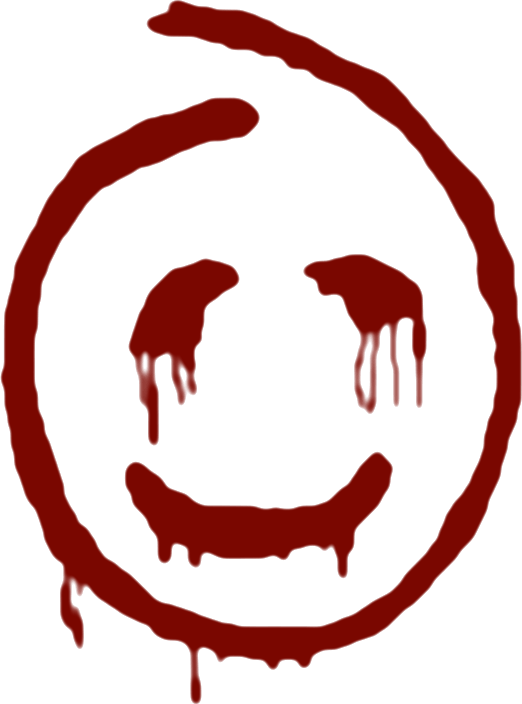
Smiley que John le Rouge utilise comme signature.

John le Rouge (Red John dans la version originale) est un tueur en série ayant commis plus de trente meurtres y compris celui de la femme et la fille de Patrick Jane cinq ans avant qu'il rejoigne le CBI. Il est le principal antagoniste de la série. Il est manipulateur et possède des « taupes » infiltrées au CBI, au FBI, dans la police locale et un peu partout dans tout le système judiciaire. John le Rouge essaie toujours de provoquer Jane, mais lui a sauvé une fois la vie à la fin de la deuxième saison.
John le Rouge a utilisé plusieurs pseudonymes : Roy Tagliaferro, l'agent Nemo et Jay Roth entre autres.
Il est décrit dans un enregistrement audio du docteur Miller comme puissant, sûr de lui, narcissique, entouré d'un groupe d'amis, bon siffleur et acrophobe.
À la fin de la troisième saison, Jane tue un homme en lui tirant dessus dans un restaurant de centre commercial, pensant qu'il s'agit du tueur. Le doute subsiste cependant quant à l'identité réelle de la victime.
Après le septième épisode de la quatrième saison, le « véritable » John le Rouge est toujours vivant.
Lors de la cinquième saison, sa maîtresse Lorelei Martins change d'allégeance en révélant à Jane que John le Rouge et lui auraient pu devenir amis quand ils se sont rencontrés en se serrant la main. À la suite de cette révélation, Jane dresse une liste de suspects pouvant être le tueur en série. À la fin de cette même saison, Patrick Jane a constitué une liste de sept suspects : Bret Stiles, Gale Bertram, Raymond Haffner, Reede Smith, Bob Kirkland, le shérif Thomas McAllister, shérif du comté de Napa et Brett Partridge.
Dans le premier épisode de la sixième saison, John le Rouge tue Brett Partridge, un des suspects de la liste de Jane. Dans le deuxième épisode de la sixième saison, l'équipe apprend qu'il recevait des informations sur Jane de Sophie Miller, la psychiatre de ce dernier au moment de son internement en asile psychiatrique, sa tête est retrouvée par Jane dans le four de sa propre maison. Dans le cinquième épisode de la sixième saison, Kira Tinsley, sa complice, qui avait été envoyée au CBI pour surveiller Jane, précise juste avant de mourir que John le Rouge a un tatouage sur son épaule gauche représentant trois points. Dans le sixième épisode de la sixième saison, Jane parvient à réduire la liste des suspects au nombre de trois : restent Gale Bertram, Reede Smith et le shérif Thomas McAllister portant tous les trois le tatouage aux trois points ; l'un d'eux est John le Rouge. Ils font partie d'un complot policier et judiciaire impliquant la police locale, le FBI, le CBI et des procureurs. Dans le septième épisode de la sixième saison, McAllister est apparemment tué dans l'explosion de la maison de Jane. L'enquête révèle que Reede Smith n'est pas John le Rouge mais celui-ci confirme qu'il l'a aidé dans le passé à tuer Rebecca Anderson. Gale Bertram reste donc le dernier suspect encore en vie et Patrick Jane s'arrange pour que toutes les forces de police le poursuivent. Dans le huitième épisode de la sixième saison, Gale Bertram est innocenté puis tué et l'identité de John le Rouge est finalement révélée : il s'agit de Thomas McAllister, qui avait simulé sa mort deux épisodes plus tôt.
Au niveau de sa personnalité, il est décrit comme étant un excellent manipulateur, capable de déchiffrer tous les secrets de la vie des gens comme le fait Patrick Jane. Il est considéré comme la version maléfique de Patrick Jane. Celui-ci le décrit comme un sadique et un pervers sexuel sociopathe atteint d'une pitoyable folie des grandeurs. Son comportement laisse transparaître un profond narcissisme et des troubles de la personnalité. Il peut se mettre facilement en colère lorsqu'il entend parler de lui dans les médias où lorsque quelqu'un le contrarie. Pour accomplir ses méfaits, il utilise des complices, qu'il peut manipuler à sa guise ou qui lui doivent un service. Il n'hésite pas à les sacrifier s'ils peuvent révéler à la police la moindre information le concernant et le compromettre. Ses complices ne sont pas des amis, comme l'explique Patrick Jane, mais seulement des instruments. Les complices de John le Rouge lui vouent une sorte de culte. Certains d'entre eux n'hésitent pas à se tuer pour protéger l'identité de leur maître. Il déteste par-dessus tout que des tueurs imitent son travail. Pour cela, il se débarrasse personnellement de ces tueurs qu'il considère comme des amateurs.
Il se fera tuer à mains nues, étranglé à mort par Patrick Jane le 24 novembre 2013, tout près du cimetière où sont enterrées la femme et la fille de Jane, après une longue course poursuite.
John le Rouge aurait environ 41 meurtres de ses propres mains, plus une quinzaine d'autres avec ses complices.
La phrase préférée de John le Rouge est : « Tigre Tigre brûlant, brillant dans les forêts de la nuit, quelle main, quels œils immortels ont fabriqué cette effroyable symétrie ».

### Todd Johnsonalias«le tueur de flics»
Todd Johnson apparaît dans l'épisode 9 de la troisième saison comme étant volontaire au sein de la police locale. Dans un premier temps, il était une victime car sa petite-amie a été tuée par le tueur de flic. Il dit au cours de l'épisode qu'il veut se venger et tuer le meurtrier de sa petite-amie. Todd Johnson avait un père et une mère qui sont décédés et on apprend que son père était un agent de police, qu'il était gentil et doux et que sa mère était une sainte.
Dans son mode opératoire, il tue seulement des flics en les attaquant la nuit dans leurs voitures, il a fait une exception en tuant sa petite-amie. Pour trois de ses meurtres, il utilise un calibre 45 et les autres victimes, il les brûle ou leur tranche la gorge. Lorsqu'il a tué trois des sept personnes, il les a tué dans un schéma triangulaire au moment de la pleine lune. Selon Patrick Jane, il aurait tué d'autres victimes au hasard.
Après qu'il a été arrêté par le CBI, il demande à voir Jane disant qu'ils ont un point commun qui les unit mais il se fait tuer avant de le voir, brûlé vif. Il décède de ses blessures en disant Tigre, Tigre…, la citation de John le Rouge. Jane en conclut qu'il a été tué par John le Rouge et qu'il faisait partie du réseau de ce dernier car il allait tout lui raconter.

### Brady Waltonalias«l'homme au ballon»
Brady Walton apparait dans l'épisode 3 de la quatrième saison lorsqu'il est interrogé par le CBI dans le cadre de l'enquête en cours sur lequel un tueur en série sévirait dans la région. Walton était dans un premier temps soupçonné d'être le fameux tueur puis par la suite était classé comme témoin. Dans un des deux enlèvements, il était sur place car il était en intervention sur un poteau électrique au moment des faits car il fait comme métier électricien.
Par la suite, le CBI en conclut que c'est lui « l'homme au ballon » car sur les deux scènes de crimes, son véhicule a été repéré tout près des enlèvements. Lors d'une intervention très musclée, il se fera tuer par derrière par Van Pelt.
Son mode opératoire consistait en l'enlèvement de jeunes enfants, des garçons entre 6 et 8 ans, il les enlevait lorsqu'ils attendaient le bus d'école le matin. Walton utilisait comme appât un ballon de couleur différente pour chaque enlèvement dans le but que les enfants le suivent.
Brady Walton a enlevé et tué deux jeunes garçons.

### James Panzeralias«le tueur de San Joaquin»
James Panzer apparaît dans l'épisode 7 de la quatrième saison comme étant un journaliste d'investigation où il tient un blog dans lequel il enquête sur le tueur en série de San Joaquin. Il décide de travailler en collaboration avec Patrick Jane sur cette affaire. Par la suite, Patrick Jane le soupçonne d'être le tueur en série de San Joaquin malgré le fait qu'il nie son implication.
Son mode opératoire consiste à cibler et tuer des jeunes femmes qui ont entre 16 et 20 ans. Après les avoir observées, il décide de les enlever chez elles, seules, attache leurs poignets et leurs chevilles avec du fil de fer. Ensuite, il les emmène dans un entrepôt abandonné et les tue en leur tranchant lentement la gorge avec un instrument tranchant. Ensuite, il dépose leur corps dans un endroit public aléatoire. Après cela, il leur met des cailloux, des morceaux de verre ou des capsules de bouteille sur les yeux. Il a notamment crevé les yeux de sa dernière victime.
Sa personnalité est décrite comme étant un « puriste » très intelligent qui tue purement pour le plaisir de l'acte et égorge ses victimes tout simplement pour qu'elles puissent regarder leur train de vie dans leurs yeux. Il tue clairement pour qu'on lui prête de l'attention et veut devenir une légende grâce aux médias. 
Dans l'épisode 7 de la quatrième saison, il se fait tuer par John le Rouge car il a critiqué ce dernier tout au long de l'interview à la télévision à propos de l'affaire.
James Panzer aurait tué six jeunes femmes entre 2009 et 2011.

### Tommy Volker
Tommy Volker apparaît pour la première fois dans l'épisode 7 de la cinquième saison. C'est un homme d'affaires puissant qui dirige les industries Volker, qui représentent le principal employeur de l'état. Il est contributeur sur beaucoup de campagnes électorales. Ainsi, il dispose de relations importantes dont une amitié avec le gouverneur.
Il devient pour Lisbon ce que John le Rouge est pour Jane : une obsession.
Il est responsable du massacre d'un village en Amazonie, de la mort de sa secrétaire Amanda Shaw, de la journaliste Cassandra Flood, d'Horatio Jones (un de ses employés), de son bras droit Charles Milk,  ainsi que plusieurs autres. Teresa Lisbon est déterminée à l'arrêter malgré les menaces qu'il fait peser sur elle. Il se fait arrêter dans l'épisode 12 de la cinquième saison, après avoir tenté de tuer un enfant qui a été témoin d'une de ses exécutions. Lors de l'épisode 21, Jane et Lisbon apprennent que Volker avait toujours un coup d'avance sur eux grâce à Brenda Shettrick, qui lui servait d'informatrice.
C'est un psychopathe très malin et organisé, prêt à tout pour parvenir à ses fins. Il est socialement très habile, manipulateur et semble n'éprouver aucun sentiment à l'égard des autres.

### Richard Haibachalias«CBI Killer»
Richard Haibach apparaît pour la première fois dans l'épisode 7 de la quatrième saison, c'est un photographe amateur habitant à Fresno. Dans un premier temps, il est suspecté d'être le tueur de San Joaquin avant d'être mis hors de cause.
Il réapparaît plus tard dans l'épisode 4 de la sixième saison : il se fait enlever et torturer par l'agent Bob Kirkland le soupçonnant d'être John le Rouge, figurant sur la liste de suspects volée à Jane qui s'avère être un faux. Durant cette phase de torture, Kirkland lui a coupé le pouce. À la fin de l'épisode, il dit à Jane et Lisbon qu'il jure de se venger.
Il refait surface deux ans après, dans l'épisode 14 de la sixième saison lorsqu'il est soupçonné d'être l'auteur des attaques des anciens membres du CBI après avoir tenté de tuer Rigsby et Van Pelt mais aussi d'avoir tué le procureur Osvaldo Ardiles et l'ancien agent du CBI J.J. LaRoche. Dans l'épisode 15 de la sixième saison, il est le suspect principal après que Grace Van Pelt a été enlevée mais il a un solide alibi qui le disculpe de tous les chefs d'accusation. Plus tard, grâce à un stratagème, il parvient à retenir Jane et Rigsby en les amenant au Nouveau-Mexique où se trouve Van Pelt retenue par sa sœur Irene. Avec cette dernière, ils parviennent à piéger et blesser Rigsby avec son arme et le toucher en pleine poitrine. Par la suite, il menace Jane de lui couper chaque doigt s'il ne reconnaît pas, en lui disant ouvertement, qu'il est le plus intelligent. Mais Rigsby se relève, assomme Irene et tue son frère avec un fusil de chasse.
Il est décrit comme étant un pervers sexuel à cause des photos d'enfants qu'il a chez lui dans la cave de sa maison. C'est aussi un psychopathe atteint d'un trouble obsessionnel compulsif et entretenant une vengeance personnelle en raison de son enfance où il a été maltraité et abusé sexuellement par son père.

### Erica Flynn
Erica Flynn apparaît pour la première fois dans l'épisode 19 de la troisième saison, lorsque son mari John Flynn a été tué. Tous deux tenaient une agence matrimoniale haut de gamme. Convoquée au CBI, elle rencontre Jane qui la raccompagne jusqu'à l'ascenseur. Il est certain que c'est elle qui a tué son mari. Ensuite, cela devient un jeu pour Erica qui s'amuse à le défier en lui demandant de prouver que c'est elle la meurtrière, mais aussi tente de le séduire par tous les moyens. Jane parvient à la piéger et à expliquer la raison de son acte, elle voulait récupérer l'entreprise pour elle seule. Elle avait aussi un complice, son jeune assistant, qu'elle avait réussi à manipuler. Lors du jugement, l'affaire est jugée comme un homicide involontaire et elle prend un peu plus de quinze ans de prison.
Elle réapparaît dans l'épisode 15 de la quatrième saison, où elle téléphone à Jane pour lui annoncer qu'elle a des informations sur la victime d'un meurtre qui vient d'être commis. Après être sortie provisoirement de prison, elle essaye de le manipuler et de le séduire, et finit par l'embrasser. Une fois l'enquête bouclée, elle tente de s'évader mais la police réussit à arrêter son avocat qui était tombé amoureux d'elle et préparait sa fuite. Cependant, elle avait un autre plan, plusieurs de ses complices se sont fait passer pour des policiers et ont réussi à l'emmener. Jane s'est aussi laissé prendre par cette ruse.
Elle revient dans l'épisode 3 de la septième saison lorsque cette dernière contacte le FBI à la suite du fait qu'elle a des informations sur un certain Jan Nemec, un malfaiteur en contact avec des cellules terroristes. Elle veut aider l'équipe du FBI à l'appréhender mais elle pose deux conditions : la première est que toutes les charges contre elle soient annulées, et la deuxième qu'elle travaille avec Patrick Jane. Mais Jane avait prévu qu'elle ne voudrait pas retourner en Amérique et s'évader à nouveau. Elle a dû tuer l'intermédiaire de Nemec pour pouvoir récupérer son argent. Elle tente une nouvelle fois de s'enfuir mais se fait intercepter par Jane et Lisbon qui lui avaient tendu un piège. En conséquence, elle retourne en prison purger sa peine. 
Sa personnalité est décrite comme étant une femme très intelligente, sûre d'elle et envoûtante. Elle a rapidement tenté d'amadouer Jane, de le séduire et de le provoquer à la fois. Elle a aussitôt compris que Jane avait des relations particulières avec l'amour, les sentiments et a essayé de lui faire ouvrir les yeux à plusieurs reprises durant l'enquête. C'est une psychopathe qui utilise son apparence et son charme pour manipuler les autres et obtenir tout ce qu'elle veut dans la vie.

### Bill Peterson
Bill Peterson dirige la brigade des stupéfiants de San Antonio. Il a été le patron d'Abbott pendant plusieurs années jusqu'à l'affaire de la Station Rio Bravo, au Mexique. 
Bill Peterson apparaît pour la première fois dans l'épisode 706, lorsque Abbott est chargé de reprendre l'enquête sur l'échec d'une opération menée par son équipe lors du raid contre Alamo Brewhouse. À la suite du rapport d'Abbott, Peterson lui demande de communiquer toutes les informations qu'il aura à sa disposition, mais Abbott refuse. Peterson lui dit qu'il lui doit un service après avoir couvert ses arrières à Rio Bravo où ils ont travaillé ensemble 10 ans plus tôt. 
Abbott raconte qu'il a été témoin de crimes affreux commis par des cartels. Habillés comme des militaires, ils arrêtaient des bus, faisaient descendre tous les passagers, hommes, femmes et enfants, et les exécutaient. Un jour, Abbott a repéré un homme d'un cartel et, pensant qu'il allait s'en prendre à des civils, l'a abattu. Le lendemain, aucun incident contre des civils n'a été signalé, mais le meurtre a fait la Une de la presse. C'est à partir de là que Peterson a soupçonné Abbott mais, au lieu de le dénoncer, n'a rien dit et a couvert ses arrières. 
Plus tard, après qu'Abbott l'ait fait arrêter avec l'aide de Jane pour dévoiler la taupe qu'il y avait dans son service, Peterson le menace et fait pression sur lui et le fait chanter en menaçant de parler de ce qui s'est passé à Rio Bravo. Cela risquerait non seulement de mettre un terme à la carrière d'Abbott, mais aussi à celle de sa femme, qui a tout juste commencé son nouveau travail à Washington DC. 
Jane le menace en affirmant qu'il sait qu'il a de l'argent de sale dont il s'est sans doute servi dans plusieurs affaires et que tôt ou tard, ils trouveront la planque où se trouve cet argent. 
Peterson réapparaît dans l'épisode 7.09, à Rio Bravo, alors qu'il met tout en œuvre pour ruiner la carrière d'Abbott et celle de sa femme en recherchant la balle qu'a tiré Abbott sur le criminel du cartel. À la suite de cela, avec des contacts qu'il a au Congrès, il parvient à envoyer la balle à un membre du Congrès de Blatt mais grâce au plan de Jane et à l'intervention de ses amis forains Pete et Samantha, la balle n'atteindra jamais la personne escomptée et sera jeté à la poubelle par Jane.
Peterson a 55 ans et a été un agent des stupéfiants pendant plus de 27 ans avant de devenir patron de la DEA. Il a été marié durant un court moment avec une femme lorsqu'il avait la trentaine avant de divorcer, et que cette dernière se trouve à Tacoma. Il n'a pas d'enfant, plus de famille. Il aime travailler, faire du tennis, de la plongée sous-marine aux Caraïbes, et c'est un fin connaisseur de vin.
Après avoir tenté d'acheter Abbott en lui proposant la moitié de l'argent sale qu'il avait volé pendant vingt ans, il se fait arrêter par le FBI, son témoignage étant enregistré par l'agent Vega.

### Joseph Kelleralias«Lazarus»
Ce personnage apparaît pour la première fois dans l'épisode 11 de la saison 7 lorsque le FBI enquête sur le meurtre d'un couple d'étudiants. Les victimes ont été retrouvées tuées d'une balle dans la poitrine et un de leurs ongles a été retiré de leur main gauche. Un homme et une femme se présentent aux enquêteurs comme étant Ree et Gabriel Osbourne. Ce dernier avoue être médium et prétend avoir des informations sur les deux meurtres. Grâce aux indications de Gabriel Osbourne, le FBI découvre cinq nouveaux corps tous enterrés dans un terrain vague. Il s'avère qu'ils ont été tués de la même manière que le couple d'étudiants. Le FBI se rend compte qu'ils ont affaire à un tueur en série.
Après que Gabriel Osbourne ait critiqué ouvertement le tueur face aux médias, le tueur en série tue Ree Osbourne chez elle après avoir assommé Wylie, et enlève Gabriel. Le jeune homme est retrouvé mort peu après dans un bâtiment abandonné, le mot Fake gravé sur son avant-bras.
Dans l'épisode 12 de la saison 7, le tueur refait surface et recommence à tuer en assassinant Susan Herman. Son corps a été retrouvé près d'une grotte. Elle a été tuée de la même manière que les victimes précédentes. Mais Jane remarque une différence. Visiblement, le tueur a prélevé du sang à sa victime. Le FBI demande l'aide de Jane afin de tendre un piège à Lazarus et, pour cela, il le provoque via la presse pour qu'il sorte de sa cachette et qu'il se montre.
Malgré ça, le tueur arrive tout de même à kidnapper Jane parce qu'il a besoin d'un médium. Au fil de l'enquête, ce dernier et le FBI comprennent qu'il a tué toutes ces personnes pour leur prélever une partie de leur sang parce qu'il veut communiquer avec l'esprit de son père qu'il retient dans une pièce voisine. En effet, sur un site internet occulte, il a découvert un certain rituel qui consistait à "ligoter" un cadavre de sang pour conserver son esprit. Mais pour rentrer en contact avec son père, Lazarus avait besoin d'un médium. On apprend également que Joseph Keller Sr. était aussi un tueur en série il y a environ quinze ans. Jane parvient à se libérer de ses liens et fabrique un piège afin de tuer Lazarus. Cependant, celui-ci s'en sort vivant malgré des blessures profondes.
Par conséquent, dans l'épisode suivant, il planifie sa vengeance contre Jane. Pour parvenir à ses fins, il tue de plusieurs coups de couteau Dan Glover, l'animateur de l'émission après que ce dernier l'ait insulté à la télé.
Il retrouve la trace de Jane grâce à un juge et parvient à s'infiltrer au mariage de celui-ci et Lisbon. Mais ces derniers ont bien compris qu'il va venir, lui tendent un piège et réussissent à l'appréhender.
Dans la vie, c'est un exterminateur d'insectes. Sa personnalité est décrite comme étant celle d'un psychopathe, sadique, très intelligent et sournois, ce qui lui permet de ne pas se faire remarquer. Il est particulièrement superstitieux. Souffrant de troubles psychotiques, il a tué 11 personnes sur un temps de 10 mois dans la région d'Austin, au Texas.

## L'association Blake
L'association Blake est une organisation secrète composée de différentes personnes du gouvernement, ainsi que d'autres personnes civiles qui règnent sur le système judiciaire de la Californie depuis de longues années. La personne qui a fondé secrètement l'association Blake, et qui la dirige de main de maître, n'est autre que John le Rouge, le célèbre tueur en série au smiley. Son nom est un hommage au peintre et poète William Blake, que John le Rouge apprécie particulièrement.
Les membres de l'association sont des personnes qui travaillent pour la police locale, le FBI, le CBI, la Sécurité Intérieure, des juges, des procureurs, des sénateurs et beaucoup d'autres, et qui sont la plupart corrompues. Il y aurait des centaines, voire des milliers, de personnes qui feraient partie de cette organisation. Son existence est mentionnée pour la première fois dans l'épisode 4 de la saison 6 par Bob Kirkland, puis révélée au grand jour par Patrick Jane et Teresa Lisbon. Les membres de cette organisation commettent des crimes tels que des meurtres et autres et s'entraident ensuite pour couvrir leurs crimes.
Pour s'identifier entre eux, les membres utilisent le mot de passe "Tiger, Tiger" , tiré d'un poème de William Blake. Ces mots avaient été récités pour la première fois par John le Rouge à Jane dans l'épisode 23 de la deuxième saison. Ils sont aussi identifiables grâce à un tatouage sur leur épaule gauche qui représente trois points noirs. Lorsque l'un d'eux est arrêté ou percé à jour, un autre membre de l'association est envoyé pour l'assassiner dans le but de protéger la confidentialité de l'organisation. 
Les personnages de la série qui en font partie sont : Gale Bertram, Oscar Cordero, Reede Smith, Paul Wiehagen, le shérif Thomas McAllister, Brett Partridge, Craig O'Laughlin, Rebecca Anderson, Jason Lennon et Todd Johnson.